# 平江河 (寨蒿河)
平江河，位于中国贵州省东南部，是寨蒿河右岸支流，又称榕江，上游也称永乐河，发源于雷山县永乐镇雷公山南部的冷竹山（海拔1913米）东麓，向东流至乔洛村转向南，经永乐镇后东南流入榕江县境，经榕江县塔石瑶族水族乡至平江乡驻地以西左纳平永河后始称“平江河”，最后于榕江县城古州镇北汇入寨蒿河。河长91千米，平均比降4.7‰，流域面积376平方千米。多年平均径流深693毫米，多年平均年径流量为7.53亿立方米。流域内少数民族占总人口的87.4%，少数民族以侗族、苗族、瑶族为主。。